# Podróż apostolska Jana Pawła II do Czech i Polski

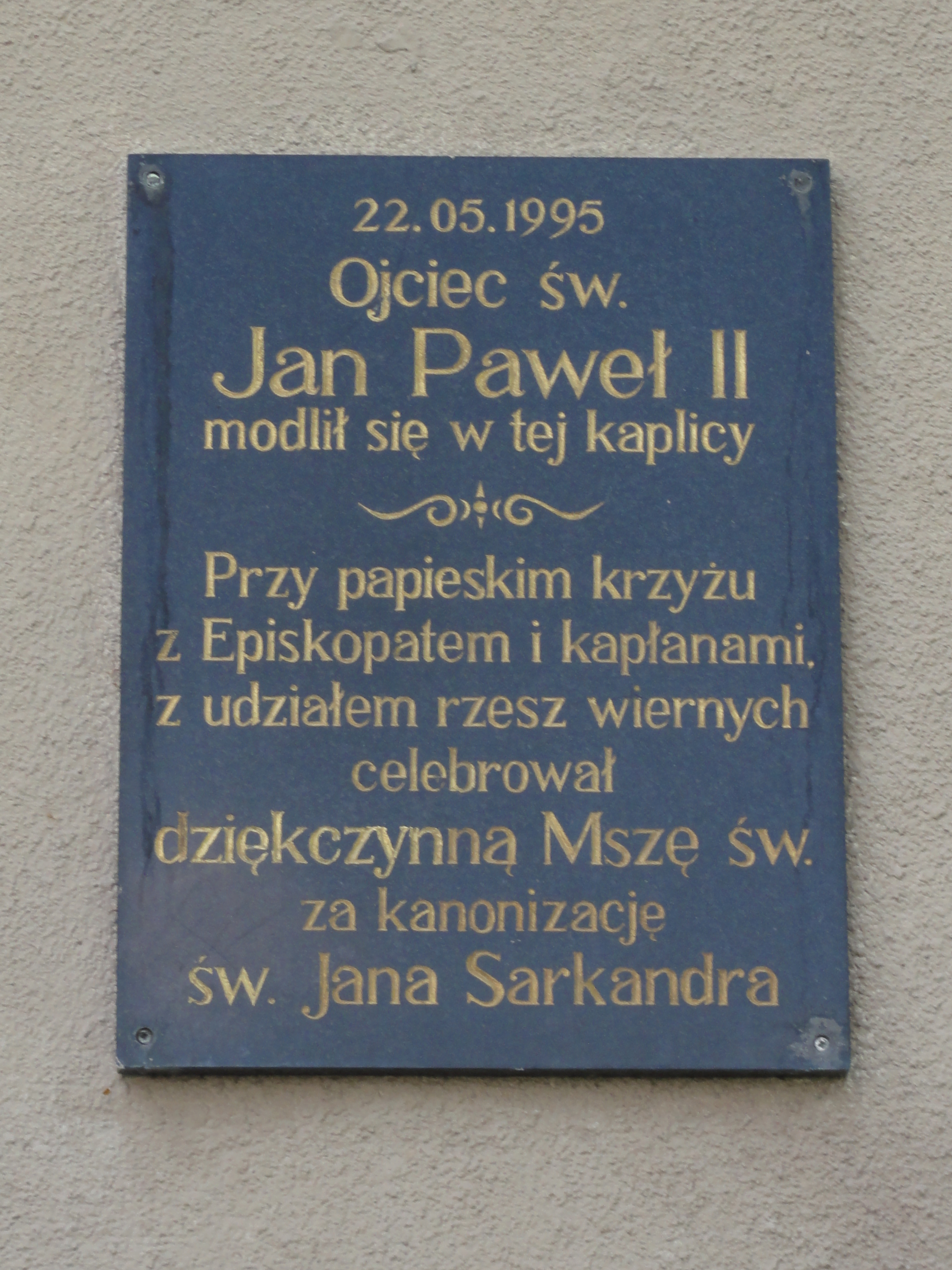
Tablica pamiątkowa w kaplicy św. Jana Sarkandra w Skoczowie

V pielgrzymka Jana Pawła II do Polski była kilkugodzinną wizytą w diecezji bielsko-żywieckiej przy okazji podróży apostolskiej do Czech. Miała miejsce 22 maja 1995, papież odwiedził wówczas Skoczów, Bielsko-Białą i Żywiec. Pielgrzymka ta była krótka i trwała tylko 10 godzin. To była jedyna nieoficjalna pielgrzymka Jana Pawła II do kraju. Jedyna, gdzie stroną zapraszającą nie były władze państwowe, tylko samorządowe.
W czasie tego krótkiego pobytu Jan Paweł II ukazał potrzebę kształtowania sumień jako warunku leżącego u podstaw życia w społeczeństwie demokratycznym i pluralistycznym. Ojciec św. powiedział wówczas Czas próby polskich sumień trwa. Zwrócił także uwagę na szerzącą się w dobie demokracji nietolerancję: Wbrew pozorom, praw sumienia trzeba bronić także dzisiaj. Pod hasłami tolerancji, w życiu publicznym i w środkach masowego przekazu szerzy się nieraz wielka, może coraz większa nietolerancja. Odczuwają to boleśnie ludzie wierzący. Zauważa się tendencję do spychania ich na margines życia społecznego, ośmiesza się i wyszydza to, co dla nich stanowi nieraz największą świętość. Słowa te odbiły się szerokim echem na całym świecie.